# Bayrischer Eisenbahnerrevers
Der Bayrische Eisenbahnerrevers war ein am 1. Juni 1913 vom bayerischen Verkehrsminister Lorenz von Seidlein verfügter Erlass, der in den Dienst der Königlich Bayerischen Staatseisenbahnen gestellte Arbeiter und Beamtenanwärter dazu nötigte, einen Revers zu unterschreiben, nicht Mitglied eines Verbandes zu sein, der den Streik für zulässig erklärte.

## Hintergrund
Die Deutsche Zentrumspartei forderte eine schärfere Bekämpfung des Süddeutschen Eisenbahnerverbandes, der von Sozialdemokraten beherrscht war und immer mehr Anhänger unter dem bayerischen Verkehrspersonal anzog.

## Burgfriedenspolitik
Auch nach Beginn des Ersten Weltkrieges war das Kabinett Hertling  nicht bereit, den Revers aufzuheben, obwohl der betroffene Verband mit Berufung auf die Burgfriedenspolitik der Reichsleitung darum bat. Erst als mit Beginn der Landtagssession 1915/1916 erneute scharfe Auseinandersetzungen um den Revers drohten und als sich Ludwig III. (Bayern) im Staatsrat für eine Revision der Reverspolitik einsetzte, hob der Verkehrsminister den Revers im November 1915 auf.
Die Antwort des Ministerpräsidenten lautete: „Die bayerische Staatsregierung hat den Eisenbahnerrevers aufgehoben und durch die bereits mitgeteilte Bestimmung ersetzt. Ob die Teilnahme an freien Gewerkschaften den staatlichen oder dienstlichen Interessen zuwiderläuft, kommt auf das Verhalten der Gewerkschaften an. Die Regierung erwartet, dass die Gewerkschaften die besonderen Pflichten der staatlichen Verkehrsanstalten anerkennen.“
Seidlein hatte den Revers für die Kriegszeit außer Kraft gesetzt, indem er überhaupt keine neuen Anstellungen vornahm.